# Associazione Sportiva Tevere Roma
L'Associazione Sportiva Tevere Roma è una società calcistica romana, attiva dal 1959. Milita in Seconda Categoria, ottava serie del campionato italiano di calcio.

## Storia
L'Associazione Sportiva Tevere Roma è nata nel 1959, per volere dell'allora presidente Augusto D'Arcangeli che rilevò il vecchio club aziendale della Squadra Calcio FEDIT, dopo che lo sponsor si era dichiarato indisponibile all'appena attuata degradante riforma della Serie C esclusa dal pieno professionismo. I giallo-rossi per quasi un ventennio sono stati la terza forza del calcio romano facendo da fucina per le squadre della Serie A, facendo crescere nei propri vivai giocatori come Francesco Scaratti, Luciano Spinosi, Alberto Ginulfi, e Franco Superchi, alcuni dei quali vinsero anche scudetti ed altri titoli nazionali. A fine carriera, Giacomo Losi militò nella Tevere Roma come giocatore-allenatore.
Nella Tevere Roma, inizialmente, come massimo dirigente vi era Franco Evangelisti che poi, successivamente divenne presidente della Roma
Il sodalizio giallorosso dalla sua fondazione ha sempre militato prevalentemente in Serie C ed in Serie D, fino al 1978 quando il presidente Crociani vendette il titolo al Castelgandolfo che poi si ricostituì dapprima in Unione Sportiva Tevere e successivamente in Tevere Roma 1959.
Nel 1991 la Tevere Roma assunse la denominazione di Urbe Roma mantenuta fino al 2012, anno quest'ultimo in cui ritornò in possesso del nome di Tevere Roma. Attualmente la Tevere Roma milita in Seconda Categoria laziale.

## Campionati disputati
| Categoria | Partecipazioni | Debutto   | Ultima stagione |
| --------- | -------------- | --------- | --------------- |
| C         | 6              | 1959-1960 | 1964-1965       |
| D         | 8              | 1965-1966 | 1972-1973       |

## Palmarès
- Campione d'Italia Allievi: 2

1968-1969; 1972-1973
- Campione d'Italia Juniores: 1

1962-1963
- Campione Romano e Provinciale Giovanissimi: 1

1982-1983
- Serie C

6º posto nel girone: Serie C 1960-1961